# Tihad Athletic Sport
Maillots
Le Tihad Athletic Sport (en arabe : الإتحاد الرياضي الرياضة), plus couramment abrégé en Tihad Mohammadi ou TAS, est un club marocain de football fondé en 1947, et basé dans le quartier Hay Mohammadi à Casablanca.
Evoluant en Botola Pro2, le TAS est l'un des clubs historiques de Casablanca qui existent encore depuis l'époque du Protectorat français au Maroc.
Le club représente la préfecture Ain Sebaa - Hay Mohammadi.

## Historique
Dates historiques du club :
- 1947 : fondation du club Tihad Athletic Sport par des résistants du quartier populaire Hay Mohammadi.

- 1953 : Premier sacre du club, après avoir fini Champion du Maroc (1re Division Amateurs) et réalisant la montée en (Division Pré-honneur).

- 1955 : Le TAS remporte le titre de Champion du Maroc (Division Pré-honneur) et rejoint l'élite en Division d'Honneur pour la 1re fois de son histoire, il s'agit du 2e sacre du club.

- 1955 : Étant Champion du Maroc (Division Pré-honneur), le TAS a du participer en Coupe d'Ouverture de la Saison dont il remportera la finale face au WAC (Champion du Maroc (Division d'Honneur) sur le score de 3 buts à 0.

- Grâce à tous ces résultats, le TAS a participé plusieurs fois à la compétition internationale Coupe des vainqueurs de l'ULNAF.

## Palmarès
- Botola Pro 2 (5)
  - Champion : 1955, 1964, 1972, 1990, 1995

- Botola Amateurs1 (1)
  - Champion : 1953
  - Vice-champion : 2019

- Coupe d'Ouverture de la Saison (1)
  - Vainqueur : 1955

- Coupe du Maroc (1)
  - Vainqueur : 2019
  - Demi-finale : 1991

Compétitions Amicales
- Coupe de l'Amitié Franco-Marocaine (1)
  - Vainqueur : 1956

- Tournoi Ahmed Antifit (1)
  - Vainqueur : 1992

## Entraîneurs
- 2012-2013 :  Youssef Fertout